# Grands chevaux de Lorraine
Ne doit pas être confondu avec Cheval lorrain.

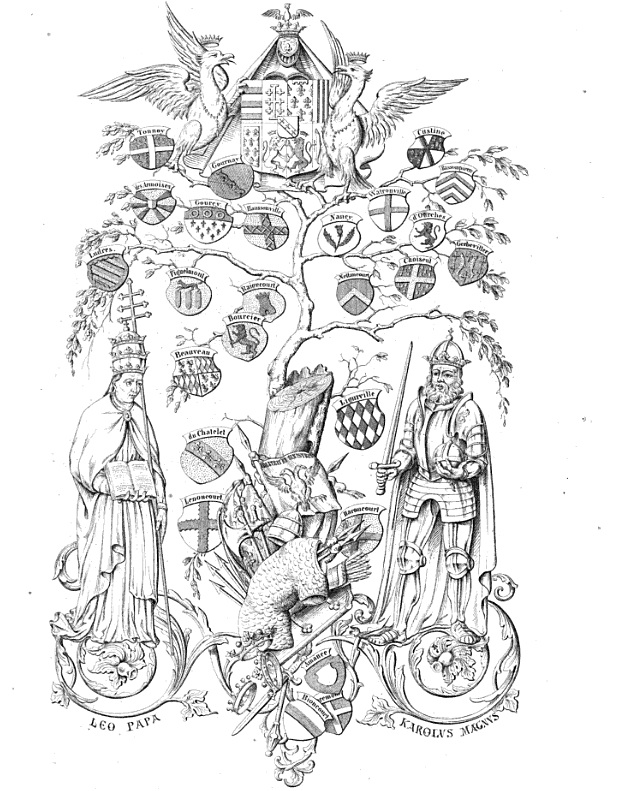
Ancienne chevalerie lorraine

Grands chevaux de Lorraine » est une qualification donnée à quatre familles d'extraction chevaleresque de la Lorraine ducale qui fréquentaient la cour des ducs de Lorraine à Lunéville. Plus tardivement, s'est ajoutée une liste informelle de « petits chevaux de Lorraine », regroupant d'autres familles jugées de moindre importance.

## Grands chevaux de Lorraine
Quatre familles sont qualifiées de Grands chevaux de Lorraine : famille de Lenoncourt, famille de Haraucourt, Famille de Ligniville et famille du Châtelet.

## Petits chevaux de Lorraine
Le Dictionnaire de la noblesse française note à ce sujet : « Le terme de Petits chevaux de Lorraine, qu'on ne rencontre qu'à partir du XVIIIe siècle et dont on ne peut réellement expliquer l'origine, s'applique à 8 familles anciennes de Lorraine d'extraction chevaleresque et sur lequel les différents auteurs ne s'accordent nullement. Il s'oppose au terme de Grands chevaux de Lorraine ».
Huit familles sont qualifiées de Petits chevaux de Lorraine :  famille de Beauvau, famille de Raigecourt, famille de Choiseul, famille de Custine, famille des Armoises, famille de Gourcy, famille de Ludres, famille de Mitry.

## Origine de l'appellation
Au XVIe siècle, une mode venant d'Italie désignant des souliers à talons très élevés, dénommés « grands chevaux », se répandit à travers l'Europe. Au début du XVIIIe siècle, par comparaison à ces souliers, l'usage aurait été pris de désigner ainsi les grandes familles de Lorraine qui fréquentaient la cour de Lunéville et dont le rang social était élevé.
Cette origine est aujourd'hui contestée, beaucoup y voyant une invention du XIXe siècle et des auteurs lorrains comme Guerrier de Dumast. Il semble en effet qu'avant la Révolution, on se contentait d'user du terme « Ancienne chevalerie » pour désigner les familles lorraines appartenant à la haute noblesse du duché.

## Voir Aussi
- Liste des maisons de l'ancienne chevalerie de Lorraine